# فريندشيب (نيويورك)
فريندشيب (بالإنجليزية: Friendship, New York)‏ هي بلدة أمريكية تقع في الولايات المتحدة في مقاطعة ألليغاني، نيويورك. يقدر عدد سكانها بـ 2,004 نسمة ومساحتها 93.8 كم2 وترتفع عن سطح البحر 510 متر.